# Grand Rapids (Minnesota)
Grand Rapids è una città degli Stati Uniti d'America, situata in Minnesota, nella Contea di Itasca, della quale è anche il capoluogo.